# Milk and Honey
 (хебр. חלב ודבש, транскрибовано Khalav U'Dvash; у преводу на српски Млеко и мед) била је израелска вокална група 
која је била веома популарна током 1970-их и 1980-их година.

## Историја
Група је наменски основана у зиму 1978. за потребе наступа на израелском националном фестивалу на ком се бирала песма за Евровизију, а оригинални састав су чинили Шмулик Билу, Реувен Гвирц, Јехуда Тамир и Гали Атари. Групу су оформили продуцент Шломо Зах и композитор Коби Ошрат, након што је Јардена Арази годину дана раније одбила да изведе њихову песму Hallelujah на националном пред-евровизијском фестивалу. Након победе на националном избору група је наступила на Песми Евровизије 1979. у Јерусалиму остваривши другу узастопну победу за Израел на том такмичењу. Песма Hallelujah је групи Milk and Honey донела међународну популарност, апа су тако већ у априлу 1979. успели да достигну до петог места на британској топ листи синглова.pesmom. Исте године објавили су и песму Goodbye New York која је остварила запажен резултат ван граница Израела.
Већ 1980. Атаријева је напустила групу и започела са соло каријером, а на њено место долази Леа Лупатин, некадашња чланица женског трија Chocolate, Menta, Mastik. Атари је исте године тужила продуцента Заха због неплаћених хонорара, занимљиво је да је израелски суд пресудио у њену корист тек 1994. године.
Milk and Honey су се у још два наврата такмичили на израелском националном избору за Евросонг, 1981. са песмом Serenada и 1988. са Ani Ma'amin. Након распада чланови бенда су се у неколико наварата привремено окупљали.
Током свог постојања група је објавила три студијска албума:
- 1979 — Гали Атари и
- 1980 —
- 1982 —